# Jimmy Johnson (Disney)
Pour les articles homonymes, voir Johnson et Jimmy Johnson.
Jimmy Johnson, né en 1917 et mort en janvier 1976, est un responsable américain connu pour avoir été le président de Walt Disney Publications puis de Walt Disney Records, deux filiales de la Walt Disney Company.

## Biographie
James Alexander Johnson Jr étudie à l'Université de Californie à Los Angeles et obtient en 1938 un diplôme en langue anglaise.
Jimmy Johnson est embauché aux Studios Disney en septembre 1938 comme assistant pour la publicité auprès de Roy O. Disney, frère de Walt,.
En octobre 1949, avec la mort de Kay Kamen dans un accident d'avion, l'ancien agent de Disney gérant les licences des produits dérivés, Walt décide de créer une division en interne, sous la responsabilité de Oliver B. Johnston assisté de Jimmy Johnson.
En 1950, Roy O. Disney décide d'avoir deux départements dissociés, l'un pour la gestion des licences, nommé Character Merchandising et l'autre pour l'édition, nommé Publications, future Disney Publishing. Jimmy Johnson explique qu'il était en conflit avec son responsable Oliver B. Johnston dont la méthode de direction du service des licences avait provoqué beaucoup de confusion. Après avoir été obligé de résoudre une crise dans le bureau new-yorkais durant un mois, Johnston resté en Californie avait trouvé un nouvel assistant et propose alors à Jimmy Johnson de rester définitivement à New York. Johnson refuse et Johnston ne lui propose aucun autre poste. Roy Disney a donc résolu le problème en scindant la division en deux, d'un côté les licences des personnages de l'autre les publications, comprenant les bandes dessinées et la musique. En 1950, Johnson est donc nommé directeur de Walt Disney Publications, société récemment créée par Roy pour départager les productions non cinématographiques du merchandising (géré par Walt Disney Entreprises). La société chapeaute ainsi Buena Vista Records et donc de la Walt Disney Music Company.
En 1951, Walt Disney crée une autre filiale de Buena Vista Records, la Wonderland Music Company affiliée elle à la Broadcast Music Incorporated (BMI) concurrente de l'ASCAP, elle aussi sous la responsabilité de Johnson.
Au printemps 1955, Robert O'Brian, président d'ABC-Paramount rencontre Roy Oliver Disney pour évoquer les relations entre ABC et Walt Disney Productions dont le succès de la série Davy Crockett (1954). O'Brian évoque la création prochaine d'un label ABC et demande à Disney le nom d'une personne capable de gérer cette filiale. Roy Disney convoque Jimmy Johnson, responsable de Walt Disney Publications chargé de l'édition musicale qui conseille Sam Clark, plus tard embauché pour le poste. Un contrat est par la suite signé entre Disney, Golden Records et ABC pour les musiques issues de l'émission The Mickey Mouse Club, le premier fournissant les chanteurs, le second les masters et ABC assurant la distribution via son nouveau label. Mais Golden s'est rapidement retiré et au bout d'un an, le studio Disney a assuré lui-même la production des masters puis la distribution au travers d'un label interne Disneyland Records.
En 1956, Walt Disney crée le label Disneyland Records encouragé par le succès de la musique de Davy Crockett afin d'éditer des disques. Toutefois dès l'automne 1957, la société est en difficulté financière. Les mauvais résultats provoquèrent en décembre 1957 le départ d'Al Latuaska ancien directeur de Capitol Records engagé pour lancer le label Disneyland Records. Durant les six premiers mois de l'année 1958, Jimmy Johnson assure lui-même le démarchage des distributeurs indépendants au travers des États-Unis et découvre une situation désastreuse avec près de 250 000 USD de disques invendus. De 1957 à 1959 le label perd de l'argent et un conflit émerge entre Walt Disney qui préférerait dépenser l'argent dans les productions cinématographiques et Roy Disney qui voit dans le label une bonne diversification.
Durant les années 1950, Oliver B. Johnston insiste régulièrement auprès de Roy O. Disney pour regrouper Disney Publishing et Disney Character Merchandising. Johnston obtient gain de cause en 1961 et les deux entités sont regroupées en 1962. Jimmy Johnson conserve lui la direction des labels musicaux, future Walt Disney Records, qui prendra ce nom qu'en 1989.
En mars 1975, Jimmy Johnson prend sa retraite et entame la rédaction d'une autobiographie à partir de notes personnelles, qui ne sera publiée qu'en 2014. Il décède en 1976.
Il a été nommé Disney Legends en 2006.